# تاريخ شعبي
التاريخ الشعبي هو نوع أدبي واسع إلا أنه يفتقر لتعريفً محدد. فالتاريخ الشعبي هو أحد أنواع علم التأريخ الذي يتخذ منهجًا شعبيًا يستهدف جمهور واسع من القراء، وفي الغالب يؤكد على السردية، والشخصية، وحيوية التفاصيل في تحليل علمي. يستخدم هذا المصطلح للتمييز بالتضاد بينه وبين الكتابات الأكاديمية المحترفة أو الكتابات التاريخية العلمية، التي تكون أكثر تخصصًا وتقنية، ولذلك تكون في الغالب صعبة الفهم بالنسية للقارئ العادي.
لا يملك بعض المؤرخين الشعبيين شهادة أكاديمية وقد يكون بعضهم أكاديميين، أو أكاديميين سابقين وأصبحوا (نسبة إلي أحد الكُتاب) «انسحبوا بطريقةٍ ما من المجال الأكاديمي، فأصبحوا معلقين على الثقافة.».
وقد يصبح المؤرخون الشعبيّون مشهورين على الصعيد الوطني، وقد يصبحوا المؤلفين الأكثر مبيعًا، وقد يخدموا أو لا يخدموا مصالح وجهة نظر سياسية محددة من خلال دورهم «كمؤرخين شعبيّين». ويمكن اعتبار العديد من مؤلفي «التاريخ الرسمي» و«السير الذاتية المصرح بها» كمؤرخين شعبيّن يخدمون مصالح أحد المؤسسات أو أحد الشخصيات العامة.
وتتضمن الأمثلة الحديثة لمؤرخين أمريكا الشعبيين من أصحاب الانتماءات الأكاديمية ستيفان أمبروز (Stephen Ambrose)، ودوريس كارينز جودوين (Doris Kearns Goodwin)، وباولين مايير (Pauline Maier).[بحاجة لمصدر] ومن المؤرخين غير الأكادميين بروس كاتون (Bruce Catton)، وشيلبى فوتى (Shelby Foote)، وباربرا توكمان (Barbara Tuchman).[بحاجة لمصدر]
وتتضمن الأمثلة الحديثة للمؤرخين الشعبيين البريطانيين نيال فيرغسون (Niall Ferguson)، وكريستوفر هيبرت (Christopher Hibbert) وسيمون شاما (Simon Schama) و– من جيلٍ سابق – إي بي طومسون (E.P. Thompson), آيه جي بي تايلور (A.J.P. Taylor)، وكريستوفر هيل. [بحاجة لمصدر]